# Alcis coniozona
Alcis coniozona är en fjärilsart som beskrevs av Louis Beethoven Prout 1927. Alcis coniozona ingår i släktet Alcis och familjen mätare. Inga underarter finns listade i Catalogue of Life.